# 雷水湶
雷水湶（1927年—2011年），臺灣臺南人，白色恐怖時期政治犯。因「吳麗水案」遭判刑入獄，於民國43年（1954）7月11日入獄，民國58年（1969）年7月10日十五年刑期刑滿出獄，今於白色恐怖綠島園區、景美園區設有其紀念碑。

## 生平
1924年，雷水湶出生於臺灣臺南市，從商。因「吳麗水案」於民國43年入獄，時27歲；民國45年因「叛亂罪」遭判刑（未決羈押日數：1年11個月22日），民國58年刑滿出獄，年42。1999年4月，雷水湶方向補償基金會並予以補償；2019年2月，促轉會公告撤銷判決處分。

### 省工委臺南市委會郵電支部案
其案因以吳麗水為首，又稱「吳麗水案」。其中，吳麗水遭辦案人員刑求，使除了供出自己藉職務燒毀檢舉信件的真實情事，也在引導下供出包括丁窈窕、施水環、雷水湶等無辜人士，被控擔任「匪黨外圍組織之青年民主協進會」之幹部，使丁、施二人最後被處以死刑，雷遭判刑15年。

#### 臺灣省保安司令部44年審特字第0012號判決書[3]
民國38年（1949年）初，丁窈窕因參與地下組織「台灣青年民主協進會」，經介紹結識吳麗水及雷水湶，三人受朱某邀約，在台南的赤崁樓與清風莊秘密會談兩次。在第二次會談中，三人口頭同意參加朱毛匪幫組織，並分配職責：吳麗水任書記，雷水湶負責宣導，丁窈窕負責組織。然而，由於吳麗水與雷水湶之間的意見分歧，計畫尚未成形便停止聯繫，組織活動也未能展開。
「卅八年初錢匪派已決叛徒鄭逢春前往，將其介紹與台南郵電局職員吳麗水及另案審辦之雷水湶認識，一併交由在逃叛徒朱某聯絡教育，經朱某邀約與吳麗水雷水湶同在台南赤崁樓及清風莊秘密會談二次，於第二次會談中各口頭應允參加朱毛匪幫組織，並經朱某當時指由吳麗水擔任書記，雷水湶擔任宣導，該丁窈窕擔任組織...」、「旋因吳麗水與雷水湶意見不合，未著手組織即相互失去聯繫」
事件的爆發始於民國39年（1950）春，當時與吳麗水相關的活動逐漸引起政府注意。吳利用職務之便，截留了一封檢舉丁窈窕與施水環為匪諜的信件，意圖掩護同黨，卻因此暴露行蹤，引發了進一步調查，牽連眾多相關人員，包括雷水湶。根據判決書記載，台灣省警務處刑警總隊在調查過程中，根據陳興德的供述，逐步追查到吳麗水、雷水湶及其他涉案成員使其隨後被捕。
事件爆發後，雷水湶在調查中承認曾參加上述會議，並供述相關細節，包括組織內容與討論事項。判決書提及，雷水湶的供詞與其他涉案人士的證言相符，成為案件的重要證據之一。「從事叛亂活動各事實，已據該被告吳麗水及雷水湶於台中縣警察局及台灣省警務處刑警總隊先後供認不諱，互證屬實，並與被告陳興德張樺瑞陳煙樹在該局及刑警總隊所供相吻合，被告吳麗水及雷水湶於本部審理中亦一致供認」。

#### 臺灣省保安司令部44年審覆字第0047號判決書[4]
根據判決書，雷水湶在刑警總隊供稱：「因為我對朱某之組織向吳麗水表示不願繼續下去，所以根本就沒有活動過，就這樣停頓下來了。」因此，臺南市警察局調查雷水湶於郵局服務期間之同事陳自義（陳海水）、蔡吝、曾欽炫、高福來、黃海銘、黃奇鐘、方柏溪等八名同事，確認雷水湶是否有進行「詆毀政府、讚揚共匪」等叛亂宣傳，相關同事因時間久遠，均無法記憶有此事，亦無證據證明雷水湶有實際非法活動。法院依據雷水湶在台中縣警察局及刑警總隊的供詞，以及吳麗水的相關證詞，認定雷水湶參加叛亂組織的事實，但指出其參加後未執行具體活動或進行叛亂宣傳。
因此法院認定，雷水湶於三十八年初確已參加叛亂組織，並被指派擔任宣傳工作。雖無法證明其確實進行宣傳或其他叛亂行為，但其加入叛亂組織的犯罪行為，在「懲治叛亂條例」頒布後至四十三年七月十一日被捕期間，未曾主動自首，犯罪狀態延續。根據懲治叛亂條例，法院判處雷水湶有期徒刑十五年，褫奪公權十年。

## 轉型正義
1969年7月10日，雷水湶刑滿開釋，並於1999年4月向補償基金會提出申請，2000年4月經董事會審核通過，依「戒嚴時期不當叛亂暨匪諜審判案件補償條例」予以補償，據判決書所載，其參與會談二次，主題為討論信仰與組織問題，難以證明其所參與為叛亂組織，故判斷為缺乏實據。 2019年2月27日，促轉會依「促進轉型正義條例」公告撤銷對雷水湶有罪判決暨其刑之宣告。
1. ↑  . 國家人權記憶庫.   [2025/01/11].
2. ↑  臺灣警備總司令部軍法處看守所. . 國家人權記憶庫.   [2025/01/11].
3. ↑  國防部. . 國家檔案資訊網.   [2025/01/11].
4. ↑  臺灣省保安司令部. . 國家人權記憶庫.   [2025/01/11].
5. ↑  蘇慶軒. . 國家人權記憶庫.   [2025/01/11].
6. ↑  法務部. . 中華民國法務部.   [2025/01/11].